# Saje distribution
Saje Distribution é uma distribuidora de filmes francesa fundada em 2012. É especializada na distribuição de filmes de inspiração cristã, produzidos noutros países além da França.

## História
A SAJE Distribution foi fundada em 2012 na França por Hubert de Torcy.
Desde 2014, este distribuidor é o único em França especializado na distribuição de filmes de inspiração cristã, os “filmes baseados na fé". Além da distribuição de filmes de inspiração cristã e filmes para televisão, esta empresa produz videoclipes, documentários e uma minissérie.
Em 2021, a Saje estreou-se na produção.
A empresa é administrada por Chantal Barry.

## Filmes distribuídos
Fontes: sajedistribution.com e Allociné
- 2012: Le bon pape Jean XXIII de Giorgio Capitani
- 2014: Don Bosco de Lodovico Gasparini
- 2014: Cristeros de Dean Wright
- 2015: Christina Noble de Stephen Bradley
- 2015: Padre Pio de Carlo Carlei
- 2015: Bakhita de Giacomo Campiotti
- 2016: Le 13e jour de Ian e Dominic Higgins
- 2016: Lettres au Père Jacob de Klaus Härö
- 2016: Risen de Kevin Reynolds
- 2016: Heaven Is for Real de Randall Wallace
- 2016: Saint Philippe Néri de Giacomo Campiotti
- 2016: Mother Teresa de Fabrizio Costa
- 2016: Les Lettres de Mère Teresa de William Riead
- 2016: Francisco – El Padre Jorge de Beda Docampo Feijoo
- 2017: Saint Pierre de Giulio Base
- 2017: There Be Dragons de Roland Joffé
- 2017: Joseph, le fils Bien-Aimé de Robert Fernandez
- 2017: Le Grand Miracle (El Gran Milagro) de Bruce Morrison
- 2017: Little Boy de Alejandro Gómez
- 2017: God's Not Dead de Harold Cronk
- 2017: Miracles from Heaven de Patricia Riggen
- 2017: Woodlawn dos irmãos Erwin
- 2018: The Case for Christ de Jon Gunn
- 2020: Unplanned de Cary Solomon e Chuck Konzelman
- 2020: I Still Believe dos irmãos Erwin
- 2021: Brother: Un frère au cœur du ghetto de Arnaud Fournier Montgieux
- 2023: Vaincre ou mourir de Paul Mignot e Vincent Mottez
- 2023: Sound of Freedom de Alejandro Gómez Monteverde
- 2023: Sacerdoce de Damien Boyer

## Ligações Externas
- Site oficial